# Margaret Macdonald
Margaret Macdonald, även kallad Margaret Macdonald Mackintosh, född 5 november 1864 i Tipton nära Wolverhampton i West Midlands (dåvarande Staffordshire), död 7 januari 1933 i London, var en skotsk bildkonstnär och formgivare. Hon blev känd för sina arbeten i Glasgow Style, som var en del av den internationella rörelsen art nouveau åren runt 1900, inom framförallt konst, konsthantverk, formgivning och arkitektur. Hon var gift med den skotske arkitekten och formgivaren Charles Rennie Mackintosh.

## De tidiga åren och utbildning
Ganska lite är känt om Macdonalds tidiga år. Familjen flyttade runt en del i England då fadern sökte försörjning inom olika yrken, ofta med anknytning till gruvindustrin. Han var bland annat anställd som bergsingenjör. År 1890 flyttade familjen till Glasgow i Skottland, där Margaret Macdonald och den yngre systern Frances Macdonald studerade vid Glasgow School of Art. Vid denna tid var Francis (Fra) Newbery rektor för skolan. Hans engagemang i begåvade elevers konstnärliga utveckling kom de båda systrarna till del, vars arbeten redan under skoltiden väckte uppmärksamhet.

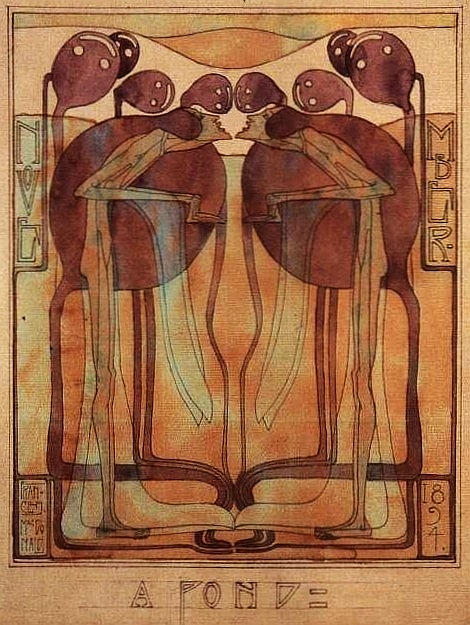
A Pond, Frances Macdonald, 1894.

## Konstnärligt arbete
Margaret och Frances Macdonald lämnade Glasgow School of Art i mitten av 1890-talet och hyrde en studio i Glasgow. Där arbetade systrarna i nära samverkan, inte bara i måleri - de skapade även verk i textil, glas, metall och grafik. De ställde också ut tillsammans. Det som kännetecknade såväl Margaret Macdonalds som Frances Macdonalds konstverk var stiliserade och i höjdled utdragna nakna människokroppar samt växter, utförda i många olika material och tekniker. Inte sällan fanns en ros, ofta flera, med i motivet. Det var en speciellt utformad ros som tillika var staden Glasgows symbol. The Rose of Glasgow återfanns vid denna tid i många andra skotska konstnärers arbeten (se bild nedan). Systrarna Macdonalds verk var till stor del egna tolkningar av sagor, myter och poesi, ofta utan något identifierbart historiskt ursprung. På så vis blev konsten nydanande och originell. Men långt ifrån alla uppskattade vad de såg. Margaret och Frances Macdonalds konst betraktades ofta med en fientlig inställning på grund av dess motiv och utförande. Då en del av dessa verk från mitten av 1890-talet var så annorlunda och ibland också upplevdes som skrämmande, sades de tillhöra "The Spook School".
Under den senare delen av 1890-talet förändrades Margaret Macdonalds måleri. Hon arbetade främst i akvarell och använde dämpade färgtoner i stämningsskapande syfte. Inspirationen kom till stor del från sagor och sägner. Bildspråkligt lämnade Macdonald den vertikalt stiliserade formen av tunna människokroppar, till förmån för romantiskt avbildade kvinnogestalter. Dessa var rundade i formerna och inte sällan insvepta i flera lager böljande klänningstyg, omgivna av blommor och ett flortunt skimmer. Macdonald arbetade sannolikt aldrig direkt från naturen. Inga målningar av porträtt, landskap eller stilleben är kända. Inga skissböcker eller anteckningar är funna. De bildvärldar som Margaret Macdonald använde sig av i sitt skapande, bar hon inombords.

### Gesso
Flera av Margaret Macdonalds målningar är skapade i ett medium kallat gesso. Den traditionella gesson består av antingen gips eller krita i ett bindemedel av lim blandat med vatten och eventuellt pigment. Inom måleri används gesso för att grundera underlaget så att ytan blir jämn, lagom absorberande och ger bra fäste för färgen. Då Macdonald särskilt vid den här tiden använde sig av glaspärlor och snäckor i sina målningar, var gesso ett bra medium att fästa dessa i. Mellan 1900 och 1909 var mer än en tredjedel av hennes kända verk skapade i detta medium (se t.ex. The Heart of the Rose, The White Rose and the Red Rose, och Opera of the Sea nedan). Macdonald gjorde även platsspecifika, väggfasta arbeten i gesso, till exempel The Sleeping Princess i Hill House.

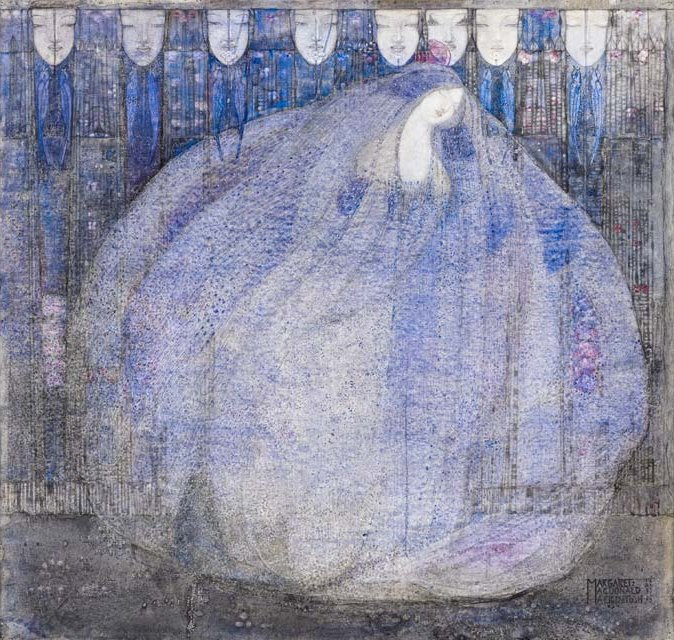
The Mysterious Garden, Margaret Macdonald, 1911.

### The Mysterious Garden
En målning som ofta får representera Margaret Macdonalds förändrade stil åren runt 1900 är The Mysterious Garden från 1911. Den är målad med akvarellfärg och bläck på veläng (en finare pergamentsort tillverkad av djurhud), som fästs på en träskiva. Tavlans storlek är 45,1×47,7cm (se bild nedan).
En av de vanligaste tolkningarna av The Mysterious Garden är att motivet utgörs av en drömscen. Kvinnan på bilden ser ut att sova, och såväl de åtta ansiktsmaskerna (alla med olika uttryck), som de i par uppträdande fåglarna kan ses som innehåll i kvinnans dröm. Likaså formen av ett svårupptäckt öga i det blå färghavet har tolkats som en del av drömmen. Eftersom inga anteckningar om det egna skapandet har påträffats, har Margaret Macdonalds arbeten tolkats symboliskt och med andra konstnärers verk som möjliga inspirationskällor. Macdonald kan t.ex. ha funnit inspiration till The Mysterious Garden i sagospelet The Blue Bird av den belgiske dramatikern Maurice Maeterlinck som kunde ses i Glasgow 1910. I pjäsen använde Maeterlinck sig av traditioner kring romantiska berättelser och sagor, vilket bidrog till teaterstyckets enorma popularitet. Och visst finns det paralleller mellan pjäsens drömlika stämning och den känslomättande atmosfären i Macdonalds målning.
The Mysterious Garden ställdes ut i Glasgow 1911 och i Edinburgh 1912. Konstkritiker som var på plats beundrade målningens vackra hyacintblå toner och magiska färgharmonier men var å andra sidan förvirrade av verkets "egendomlighet" och avsaknaden av en förklarande text. Macdonald hade sannolikt valt att medvetet låta motivet framstå som vagt och endast antyda möjliga tolkningar. The Mysterious Garden inköptes 2011 av Scottish National Gallery of Modern Art i Edinburgh.

## GruppenThe Fourbildas
Det var under tiden vid Glasgow School of Art som systrarna Macdonald träffade Charles Rennie Mackintosh och Herbert McNair som studerade kvällstid på skolan. De fyra kom att samarbeta i olika konstnärliga sammanhang och bildade gruppen The Four, även benämnd som The Glasgow Four. De fyra konstnärerna arbetade nyskapande särskilt inom områden som grafik, måleri och möbeldesign, och ansågs inte sällan som kontroversiella. Med sina verk utgjorde The Four ett viktigt bidrag till utvecklingen och erkännandet av en särskild Glasgow Style. The Four fick en hel del utrymme i brittisk press, men det var på kontinenten som gruppen erhöll verklig uppskattning. Medlemmarna ställde ut sina arbeten i Wien år 1900 och i Turin 1902.
År 1899 gifte sig Frances Macdonald med Herbert McNair. Efter giftermålet flyttade det nygifta paret till Liverpool, där Herbert McNair fått anställning som lärare vid School of Architecture and Applied Art. Året efter, år 1900, blev även Margaret Macdonald och Charles Rennie Mackintosh äkta makar.

## Offentlig formgivning i samarbete med maken
Macdonald kom i allt högre utsträckning att samarbeta med maken Charles Rennie Mackintosh. Tillsammans kunde de ta sig an projekt som inkluderade såväl utvändig som invändig formgivning. Goda exempel på detta är Miss Catherine Cranstons tesalonger, som fanns på flera adresser i centrala Glasgow. Fram till 1915 formgav paret interiörer och villor i framför allt Glasgow. Hill House, några mil utanför Glasgow är en av de mest kända. (Se tre bilder nedan.)
År 1901 deltog Charles Rennie Mackintosh och Margaret Macdonald i en tävling där uppdraget var att rita ett hus för en konstälskare (house for an art lover). Huset skulle vara stort, modernt och ligga på landet. En övergripande tanke var att utsmyckning och konst genomgående skulle vara en del av huset självt, och alltså inte vara placerad i ett separat galleri. Parets bidrag blev dock diskvalificerat då ett par obligatoriska ritningar saknades vid inlämningen. En besviken jury ansåg sig inte kunna utse en vinnare bland övriga deltagare, men när bidraget var komplett utdelades ett hederspris till Charles Rennie Mackintosh och Margaret Macdonald. House for an art lover kom emellertid inte att uppföras förrän åren mellan 1989 och 1996 i Glasgow, och är nu öppet för allmänheten. Huset används också för konstutställningar och olika event. House for an art lover är ett bra exempel på hur makarna samarbetade kring ett gemensamt mål. (Se två bilder nedan.)

## Tiden efter Glasgow
År 1914 bröt första världskriget ut. Arkitektuppdragen blev färre, vilket gjorde Charles Rennie Mackintosh deprimerad. Margaret Macdonald föreslog en rehabiliteringsresa till Walberswick vid kusten i östra Suffolk, England. Efter några veckor gick resan vidare till London, där paret Macdonald Mackintosh hyrde varsin ateljé. I den engelska huvudstaden kom de att stanna till krigsslutet. Design av textila mönster som sedan såldes vidare, utgjorde en liten men välbehövlig inkomst.

## Port Vendres
Efter förslag från goda vänner fortsatte resandet 1923 mot Frankrikes västra medelhavskust. Ett år senare ärvde Margaret Macdonald en summa pengar efter sin mors död. Detta arv möjliggjorde att resan kunde gå vidare, och omkring 1926 nåddes hamnstaden Port Vendres. Här slog sig Margaret Macdonald och Charles Rennie Mackintosh till ro, och stannade tills behovet av specialiserad sjukhusvård gjorde dem tvungna att återvända till London. I Port Vendres bodde paret på Hotel du Commerce, där de också åt sina måltider. Charles Rennie Mackintosh inspirerades av landskapet och blev en aktiv akvarellmålare. Om Margaret Macdonald arbetade vidare är oklart, då det inte finns några kvarlämnade verk härifrån. En av hennes sista kända målningar blev La Mort Parfumée från 1921. (Se bild nedan.)
Margaret Macdonald räknas till de ledande kvinnliga konstnärerna i art nouveau, eller modern style som stilriktningen kallas i Storbritannien. På grund av dålig hälsa tvingades hon att avbryta sin konstnärliga bana. Hon avled 1933 i London, 68 år gammal. Den största samlingen av hennes verk finns i Hunterian Art Gallery på University of Glasgow.

## Verk i urval

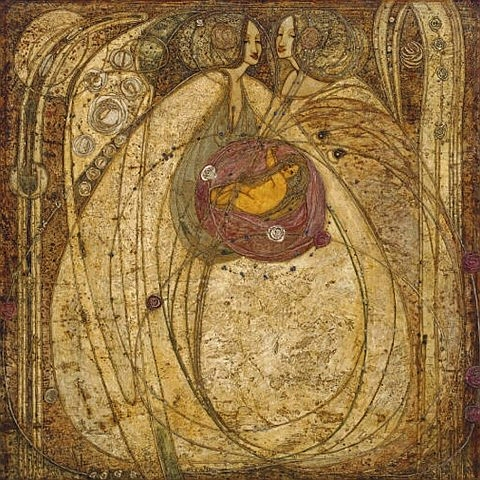
The Heart of the Rose, 1901.
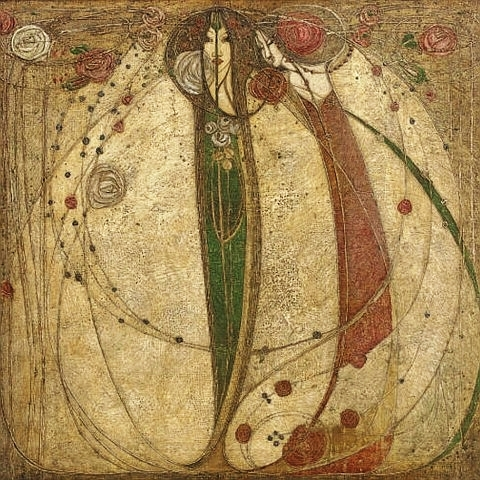
The White Rose and the Red Rose, 1902.
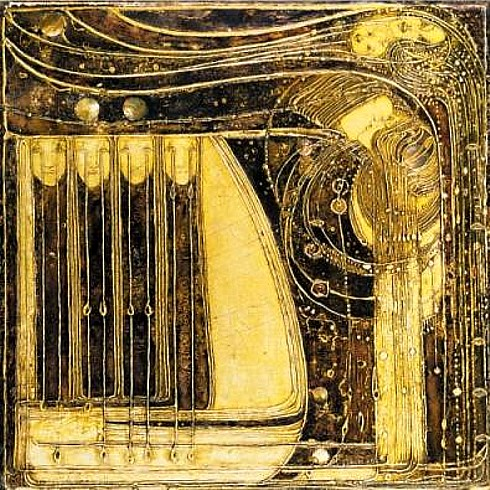
The Opera of the Sea, 1903.
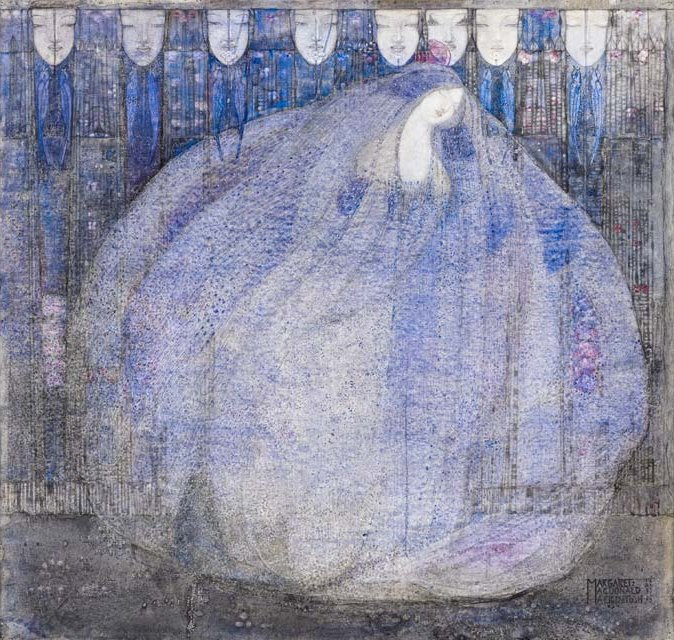
The Mysterious Garden, 1911.
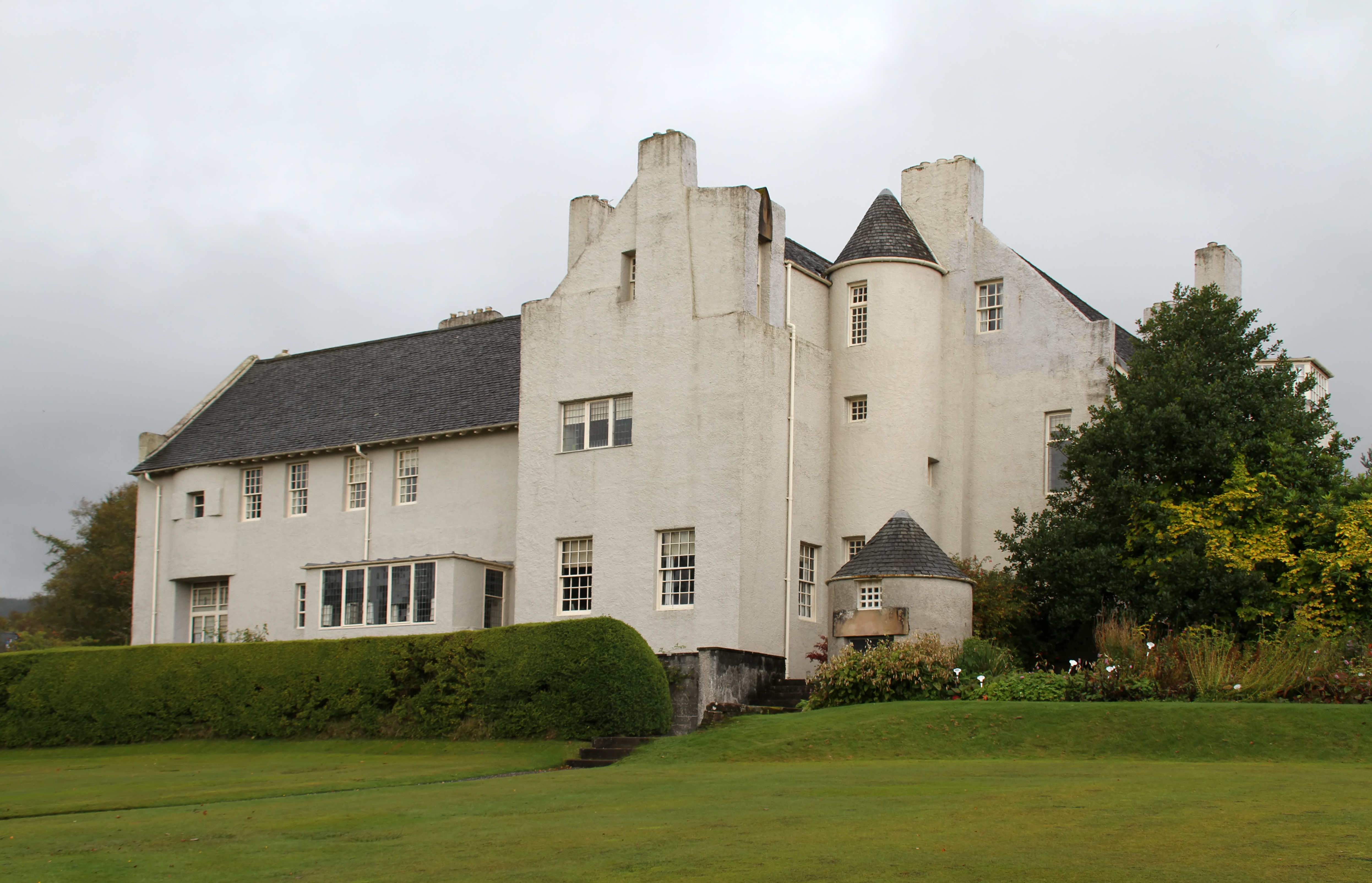
Hill House, Helensburgh, Skottland. Arkitekt: Charles Rennie Mackintosh med Margaret Macdonald.
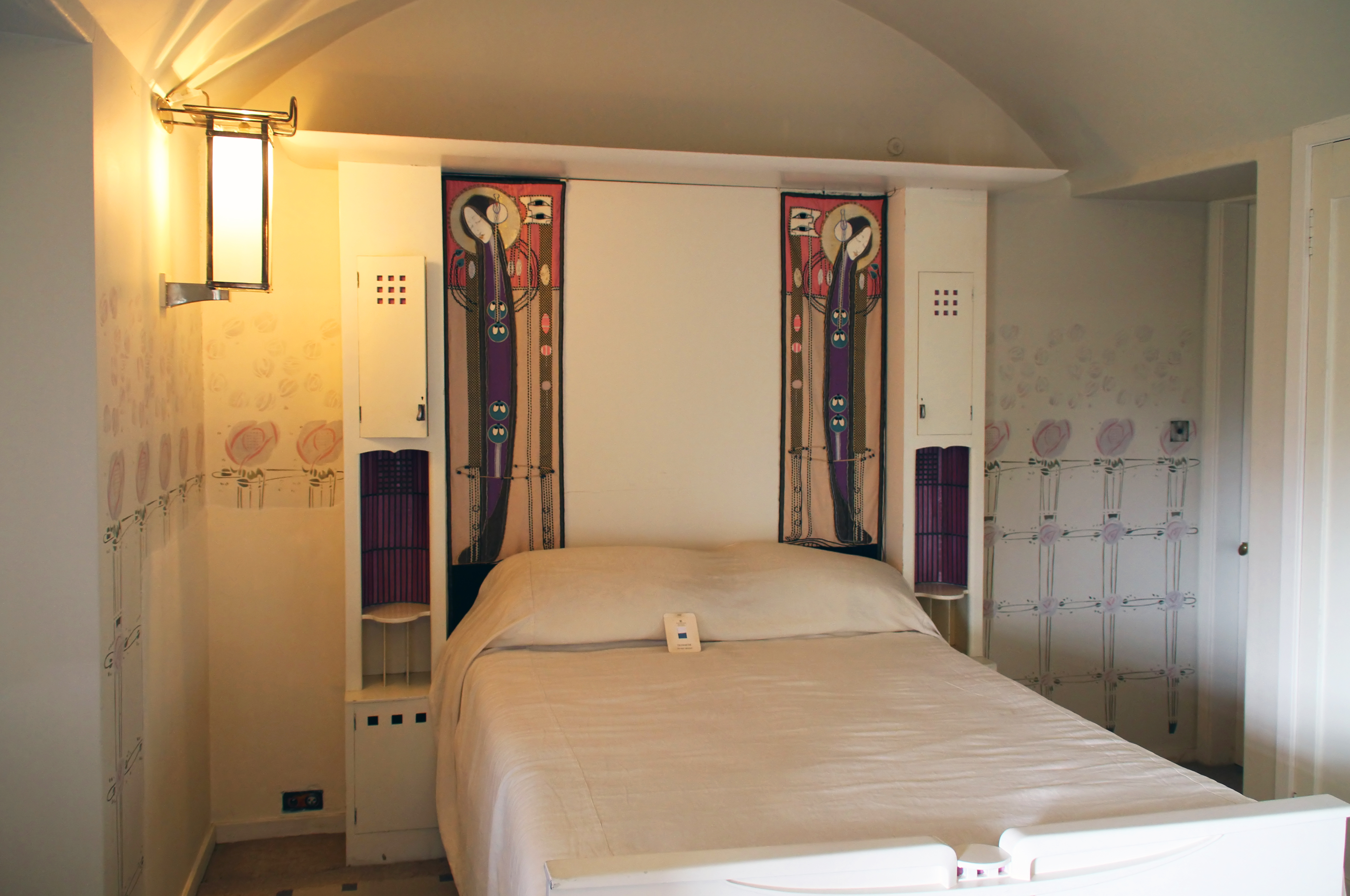
Sovrum i Hill House med två broderade paneler vid sängens huvudände utförda av Margaret Macdonald,1902.
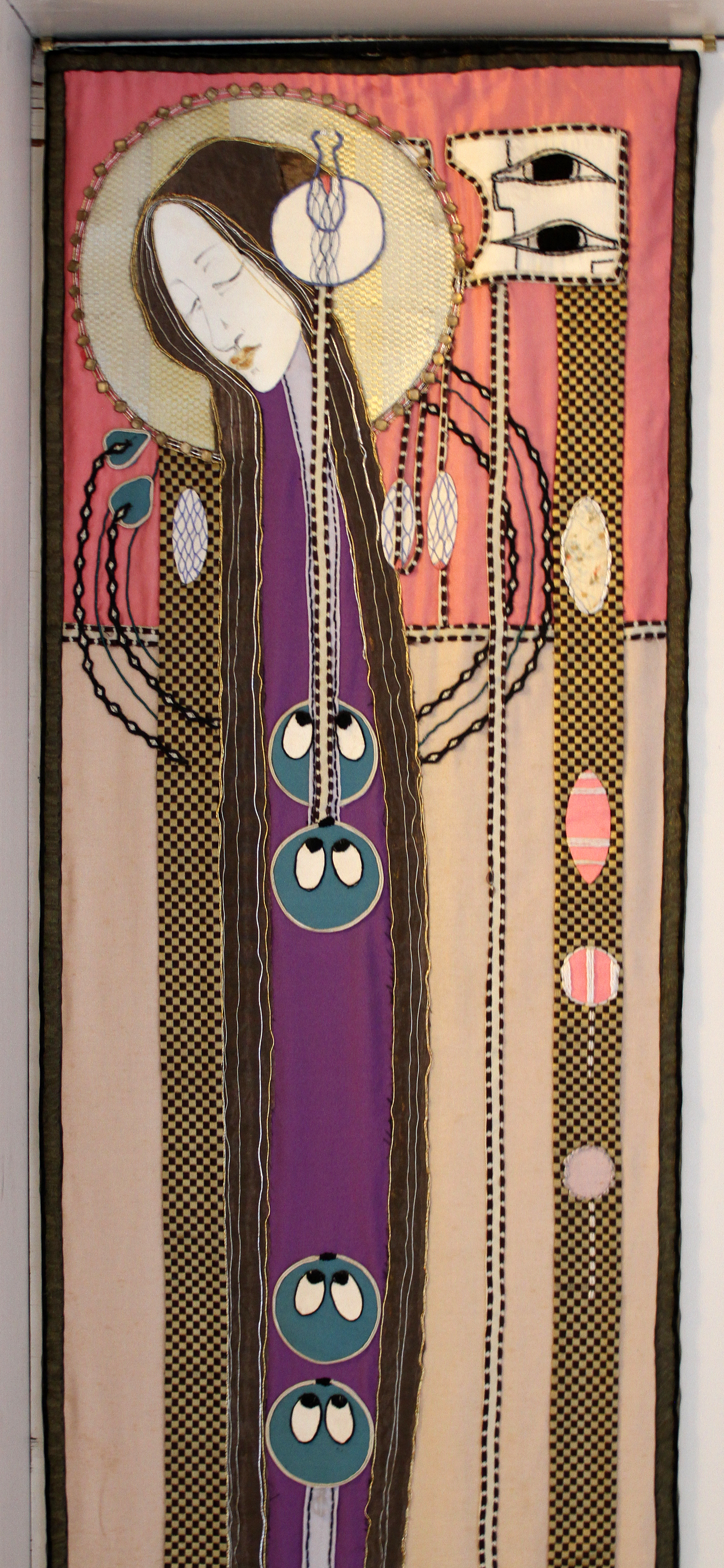
Detalj av broderade paneler i Hill House, 1902.
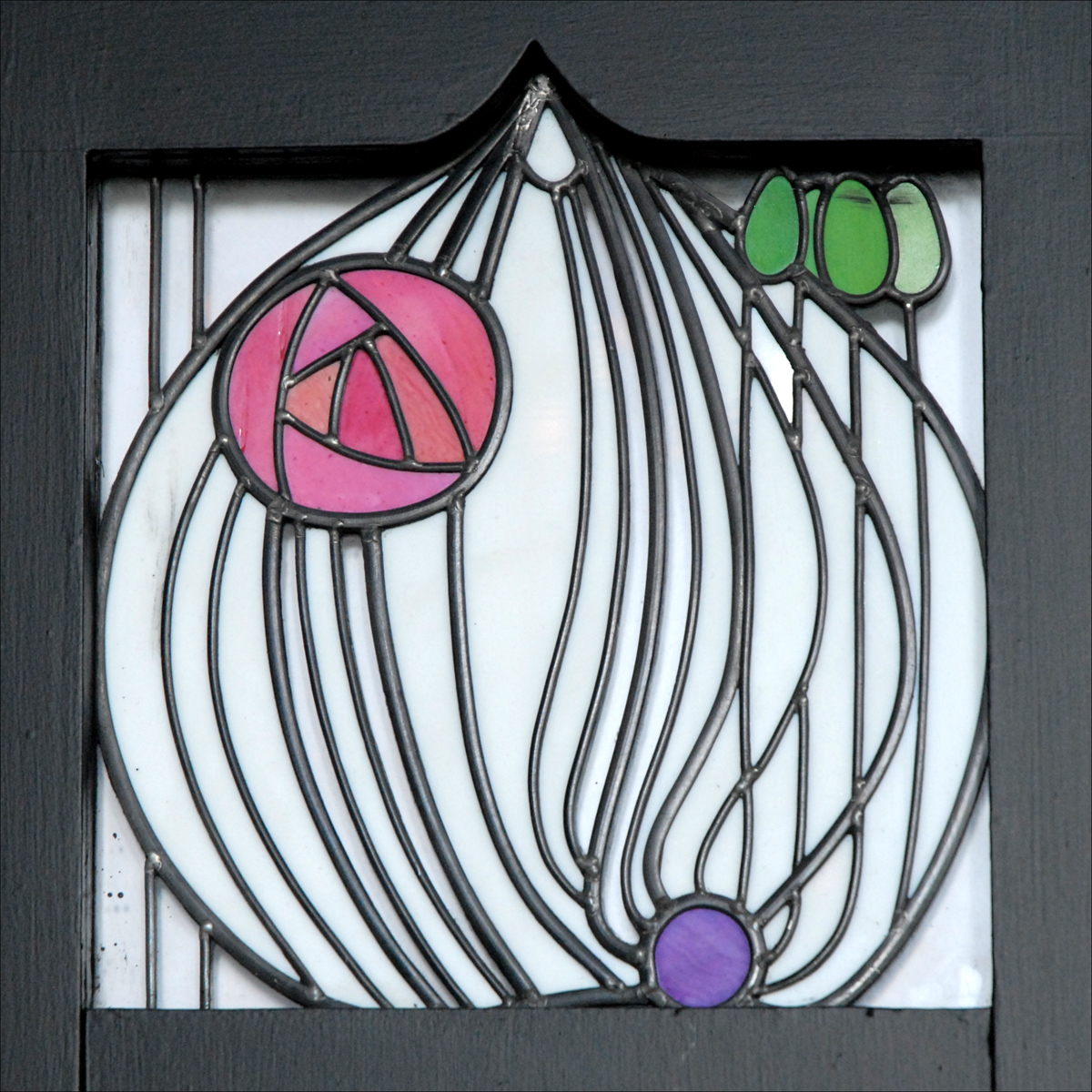
Den stiliserade Glasgowrosen. Här som utsmyckning i House for an art lover, formgivet av Charles Rennie Mackintosh/Margaret Macdonald, omkr. 1901.
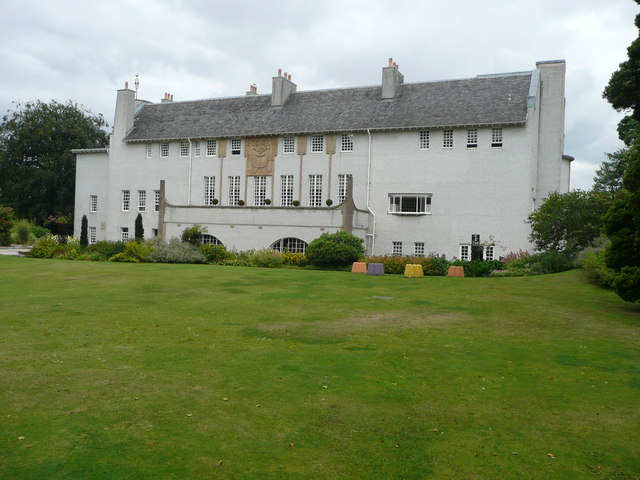
House for an Art Lover, Glasgow. Byggt 1989-1996 efter ritningar av Charles Rennie Mackintosh och Margaret Macdonald, 1901.
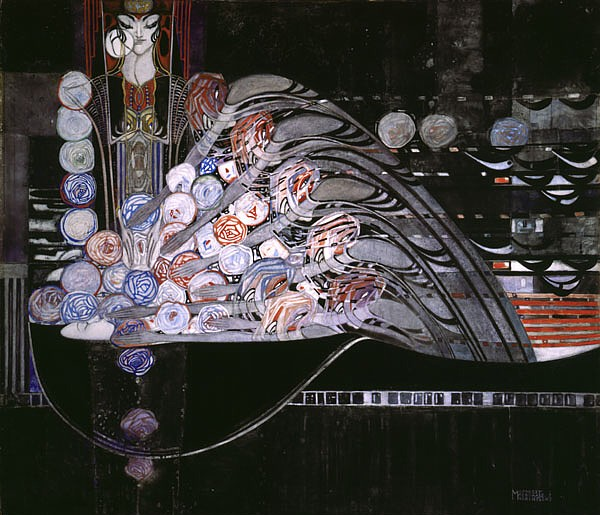
La Mort Parfumée, 1921.